# Paronychia argentea
Paronychia argentea é uma espécie de planta com flor pertencente à família Caryophyllaceae. 
A autoridade científica da espécie é Lam., tendo sido publicada em Flore Françoise 3: 230. 1778 (1779).
Os seus nomes comuns são erva-dos-linheiros, erva-dos-unheiros, erva-prata, paroníquia, paroníquia-de-clúsio ou paroníquia-prateada.

## Portugal
Trata-se de uma espécie presente no território português, nomeadamente os seguintes táxones infraespecíficos:
- Paronychia argentea var. angustifolia - presente em Portugal Continental. Em termos de naturalidade é nativa da região atrás referida. Não se encontra protegida por legislação portuguesa ou da Comunidade Europeia.
- Paronychia argentea var. argentea - presente em Portugal Continental. Em termos de naturalidade é nativa da região atrás referida. Não se encontra protegida por legislação portuguesa ou da Comunidade Europeia.